# Yang Dong-hyun
Yang Dong-Hyun (tiếng Hàn Quốc: 양동현) là một cầu thủ bóng đá người Hàn Quốc, thi đấu cho Cerezo Osaka.
Tại Giải vô địch bóng đá U-17 châu Á năm 2002, anh ghi 3 bàn thắng. Anh ghi bàn trong trận bán kết vào lưới U-17 Uzbekistan. Và thêm một bàn nữa ghi vào lưới U-17 Yemen.
Tại Giải vô địch bóng đá U-17 thế giới 2003, anh ghi 2 bàn thắng ở vòng bảng. Anh ghi bàn trước U-17 Tây Ban Nha, và một bàn trước U-17 Sierra Leone.
Vào 3 tháng 6 năm 2009, anh có màn ra mắt trước Oman.
Sau khi hoàn thành nghĩa vụ quân sự với đội bóng tại K League 2 Korean Police FC, Yang trở lại câu lạc bộ chủ quản Busan IPark vào tháng 10 năm 2013.

## Thống kê sự nghiệp câu lạc bộ
| Thành tích câu lạc bộ | Thành tích câu lạc bộ | Thành tích câu lạc bộ | Giải vô địch | Giải vô địch | Cúp     | Cúp       | Cúp Liên đoàn | Cúp Liên đoàn | Châu lục | Châu lục  | Tổng cộng | Tổng cộng |
| Mùa giải              | Câu lạc bộ            | Giải vô địch          | Số trận      | Bàn thắng    | Số trận | Bàn thắng | Số trận       | Bàn thắng     | Số trận  | Bàn thắng | Số trận   | Bàn thắng |
| Hàn Quốc              | Hàn Quốc              | Hàn Quốc              | Giải vô địch | Giải vô địch | Cúp KFA | Cúp KFA   | Cúp Liên đoàn | Cúp Liên đoàn | Châu Á   | Châu Á    | Tổng cộng | Tổng cộng |
| --------------------- | --------------------- | --------------------- | ------------ | ------------ | ------- | --------- | ------------- | ------------- | -------- | --------- | --------- | --------- |
| 2005                  | Ulsan Hyundai         | K League 1            | -            | -            | 2       | 0         | -             | -             | -        | -         | 2         | 0         |
| 2006                  | Ulsan Hyundai         | K League 1            | 10           | 1            | 1       | 0         | 3             | 0             | -        | -         | 14        | 1         |
| 2007                  | Ulsan Hyundai         | K League 1            | 7            | 2            | 1       | 0         | 9             | 4             | -        | -         | 17        | 6         |
| 2008                  | Ulsan Hyundai         | K League 1            | 11           | 0            | -       | -         | 3             | 0             | -        | -         | 14        | 0         |
| 2009                  | Busan I'Park          | K League 1            | 25           | 5            | 2       | 1         | 8             | 3             | -        | -         | 35        | 9         |
| 2010                  | Busan I'Park          | K League 1            | 22           | 0            | 3       | 1         | 5             | 1             | -        | -         | 30        | 2         |
| 2011                  | Busan I'Park          | K League 1            | 25           | 9            | 3       | 0         | 6             | 2             | -        | -         | 34        | 11        |
| 2013                  | Korean Police FC      | K League 2            | 21           | 11           | 3       | 2         | -             | -             | -        | -         | 24        | 13        |
| 2013                  | Busan I'Park          | K League 1            | 9            | 3            | 1       | 1         | -             | -             | -        | -         | 10        | 4         |
| 2014                  | Ulsan Hyundai         | K League 1            | 30           | 9            | 1       | 0         | -             | -             | -        | -         | 31        | 9         |
| 2015                  | Ulsan Hyundai         | K League 1            | 30           | 8            | 3       | 1         | -             | -             | -        | -         | 33        | 9         |
| 2016                  | Pohang Steelers       | K League 1            | 32           | 13           | 1       | 0         | -             | -             | 4        | 0         | 37        | 13        |
| 2017                  | Pohang Steelers       | K League 1            | 36           | 19           | 1       | 0         | -             | -             | -        | -         | 37        | 19        |
| Tổng cộng             | Hàn Quốc              | Hàn Quốc              | 258          | 80           | 22      | 6         | 34            | 10            | 4        | 0         | 318       | 96        |
| Tổng cộng sự nghiệp   | Tổng cộng sự nghiệp   | Tổng cộng sự nghiệp   | 258          | 80           | 22      | 6         | 34            | 10            | 4        | 0         | 318       | 96        |